# Barlig
Barlig é um município de  quinta classe de renda municipal (d) na província Província da Montanha, nas Filipinas. De acordo com o censo de 1 de maio  de  2020 possui uma população de 4 796 pessoas e 1 279 domicílios.